# آئو هوی
آئو هوی (انگلیسی: Ao Hui؛ زادهٔ ۲۰ آوریل ۱۹۹۷) وزنه‌بردار اهل چین است.
وی در مسابقات کشوری و بین‌المللی در مجموع برندهٔ ۲ مدال طلا، ۲ مدال نقره، ۱ مدال برنز شده‌است.